# Färberwaid
Der Färberwaid (Isatis tinctoria), auch Pastel oder Deutscher Indigo genannt, ist eine Pflanzenart aus der Gattung Waid  (Isatis) innerhalb der Familie der Kreuzblütengewächse (Brassicaceae). Der Name wird in der deutschsprachigen botanischen Literatur oft Färber-Waid geschrieben. Über die Herkunft des Färberwaids weiß man wenig, je nach Autor stammt er aus Zentral- oder Westasien, Südostasien oder Südosteuropa, wurde aber in Europa seit der Eisenzeit  als Färberpflanze kultiviert, um aus ihm Indigoblau zu gewinnen. Er wird vielseitig genutzt, besonders in der Kosmetikindustrie.

## Beschreibung

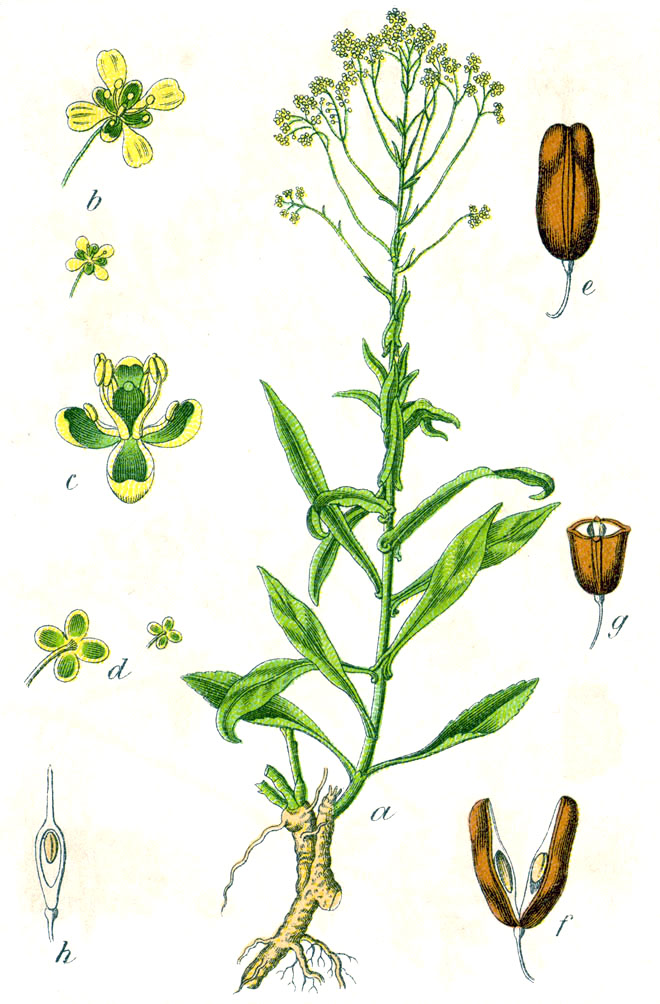
Illustration aus Sturm

### Vegetative Merkmale
Der Färberwaid ist eine zweijährige, selten kurzlebig ausdauernde, krautige Pflanze. Sie erreicht Wuchshöhen von meist 40 bis 100 (30 bis 150) Zentimetern. Die oberirdischen Pflanzenteile sind blaugrün bereift und meist kahl. Die Wurzel ist zylindrisch und etwas gewunden, außen gräulich-gelb oder bräunlich-gelb. Das etwas verdickte Rhizom ist wirtelig umgeben von dunkel-grünen oder dunkel-braunen Resten von Blattstielen und dicht warzig.
Sie bildet im ersten Jahr eine Blattrosette. Die Grundblätter sind in Blattstiel und -spreite gegliedert. Ihr Blattstiel ist 0,5 bis 5,5 Zentimeter lang. Ihre einfache Blattspreite ist bei einer Länge von meist 5 bis 15 (2,5 bis 20) Zentimetern sowie einer Breite von 1,5 bis 3,5 (0,5 bis 5) Zentimetern verkehrt-lanzettlich, länglich oder verkehrt-eilanzettlich und ganzrandig bis leicht feingezähnt oder seitbuchtig, mit stumpfen bis spitzen Enden, leicht fein rauhaarig, bläulich-grün, „bereift“ und keilförmiger, herablaufender Spreitenbasis. Die untersten Rosettenblätter sterben zur Blütezeit ab.
Im zweiten Jahr wachsen meist 40 bis 100 (30 bis zu 150) Zentimeter hohe aufrechte, „bereifte“ Stängel, die im oberen Bereich verzweigt und kahl, und im unteren Bereich mit einzelnen Haaren besetzt sind. Die mittleren Stängelblätter sind sitzend. Ihre ganzrandige Blattspreite ist bei einer Länge von meist 3 bis 7 (1,5 bis 12) Zentimetern sowie einer Breite von meist 0,8 bis 2,5 (0,2 bis 3,5) Zentimetern länglich oder lanzettlich, selten linealisch-länglich mit  pfeilförmiger oder geöhrter Spreitenbasis, wobei die Öhrchen spitz oder stumpf enden können, und spitzem oberen Ende. Die oberen, sitzenden und stängelumfassenden, fast kahlen, blaugrün bereiften, eiförmigen bis -lanzettlichen Stängelblätter sind ganzrandig bis fein gezähnt mit spitzem bis rundspitzigem oberen Ende, oben pfeilförmig und geöhrt an der keilförmigen, herablaufenden Basis.

### Generative Merkmale
Der endständige, ausladende, verzweigte, rispige Gesamtblütenstand besteht aus mehreren zuerst schirmtraubigen durch Verlängerung der Blütenstandsachsen bis zur Fruchtreife dann 10 bis zu 15 Zentimeter langen traubigen Teilblütenständen und enthält viele (30 bis 80) Blüten. Es sind keine Tragblätter vorhanden. Der Blütenstiel ist schlank.
Die relativ kleinen, zwittrigen Blüten sind bei einem Durchmesser von 3 bis 8 Millimetern radiärsymmetrisch und vierzählig mit doppelter Blütenhülle. Die vier gelblich-grünen, kahlen Kelchblätter sind bei einer Länge von 1,5 bis 2,8 Millimetern sowie einer Breite von 1 bis 1,5 Millimetern länglich oder schmal-eiförmig und manchmal gekielt. Die vier gelben Kronblätter sind bei einer Länge von 2,5 bis 4 Millimetern sowie einer Breite von 0,9 bis 1,5 Millimetern verkehrt-lanzettlich oder spatelförmig, verkehrt-eiförmig mit spitz zulaufender Spreitenbasis und stumpfem oder gerundetem bis gestutztem oberen Ende. Es sind sechs kurze und tetradynamische Staubblätter vorhanden; von den zwei kürzer sind als die anderen vier. Die Staubfäden sind 1 bis 2,5 Millimeter lang. Die Staubbeutel sind bei einer Länge von 0,5 bis 0,7 Millimetern länglich. Der oberständige Fruchtknoten ist schmal-eiförmig bis länglich mit sitzender Narbe. Es sind Nektarien vorhanden.
Am schlanken, 5 bis 8, selten bis zu 10 Millimeter langen Fruchtstiel, der im oberen Bereich deutlich verdickt und fast keulenförmig ist, hängt die Frucht. Die in der Größe sehr variable, bei Reife dunkel-braune bis schwärzliche, kahl bis leicht flaumig behaarte Frucht öffnet sich bei Reife nicht. Das abgeflachte, etwas eingebuchtete Schötchen ist bei einer Länge von meist 1,1 bis 2 (0,9 bis 2,7) Zentimetern sowie einer Breite von meist 3 bis 6, selten bis zu 10 Millimetern länglich-verkehrt-lanzettlich, elliptisch-verkehrt-eiförmig, oder selten länglich oder verkehrt-eiförmig mit keilförmiger Basis und fast spitzem, gerundetem bis gestutzem oder selten fast ausgerandetem oberen Ende. Die Schötchen sind oft oberhalb ihrer Mitte breiter. Auf den Fruchtklappen ist eine deutliche Mittelrippe und unauffällige Seitennerven vorhanden. Im oberen Bereich der Frucht ist der Flügel 3,5 bis 5, selten bis zu 7 Millimeter breit. Im Schötchen sind jeweils ein bis zwei ölhaltigen Samen enthalten. Die Schötchen sind rundum geflügelt. Die hell-braunen Samen sind bei einer Länge von meist 2,3 bis 3,5 selten bis zu 4,5 Millimetern sowie einem Durchmesser von 0,8 bis 1 Millimetern schmal-länglich oder schmal-eiförmig.

### Chromosomensatz
Die  Chromosomengrundzahl beträgt x = 7; es liegt oft Tetraploidie mit einer Chromosomenzahl von 2n = 4x = 28, manchmal 2n = 14 vor.

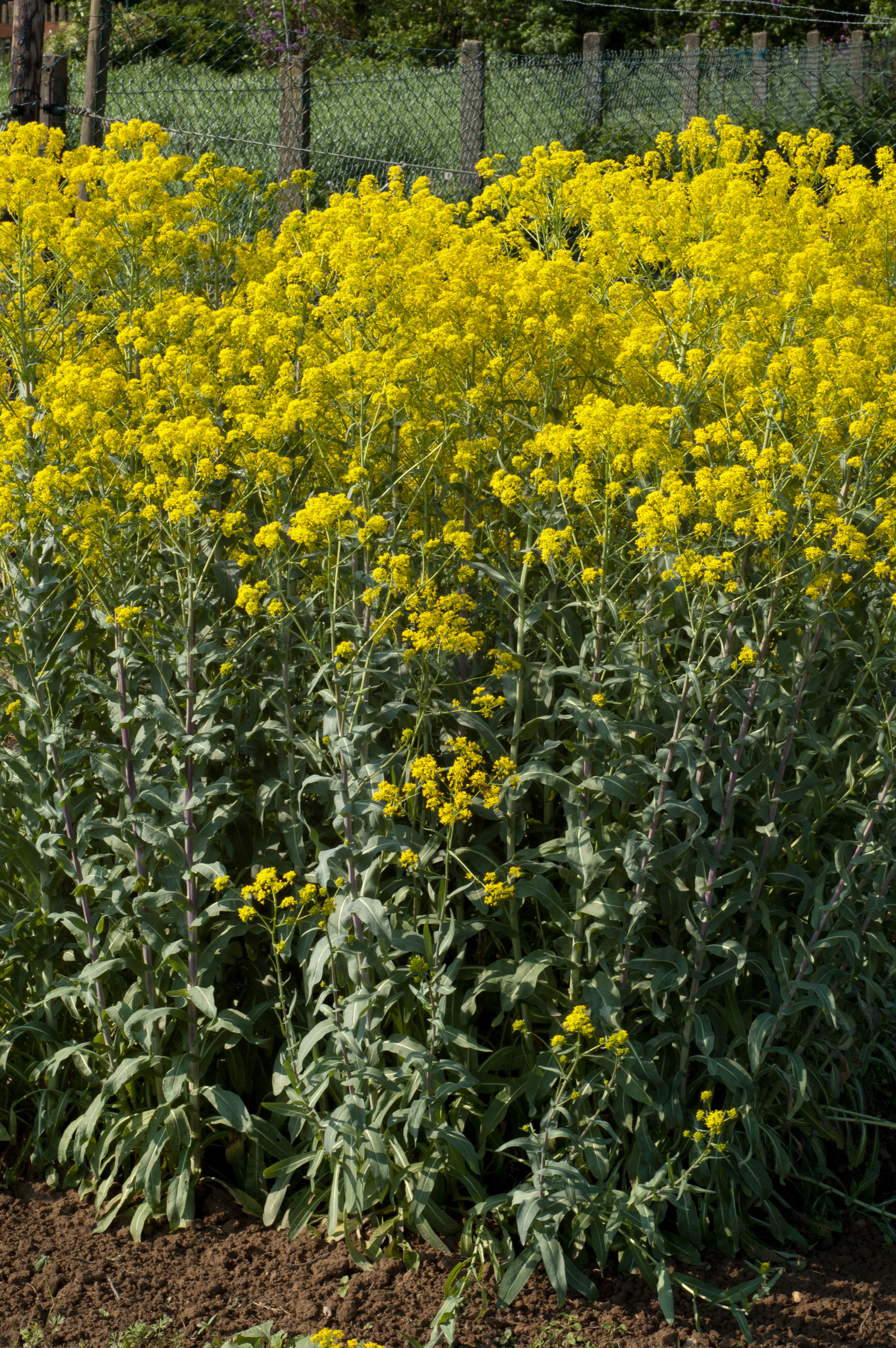
Wuchs, Gesamtansicht
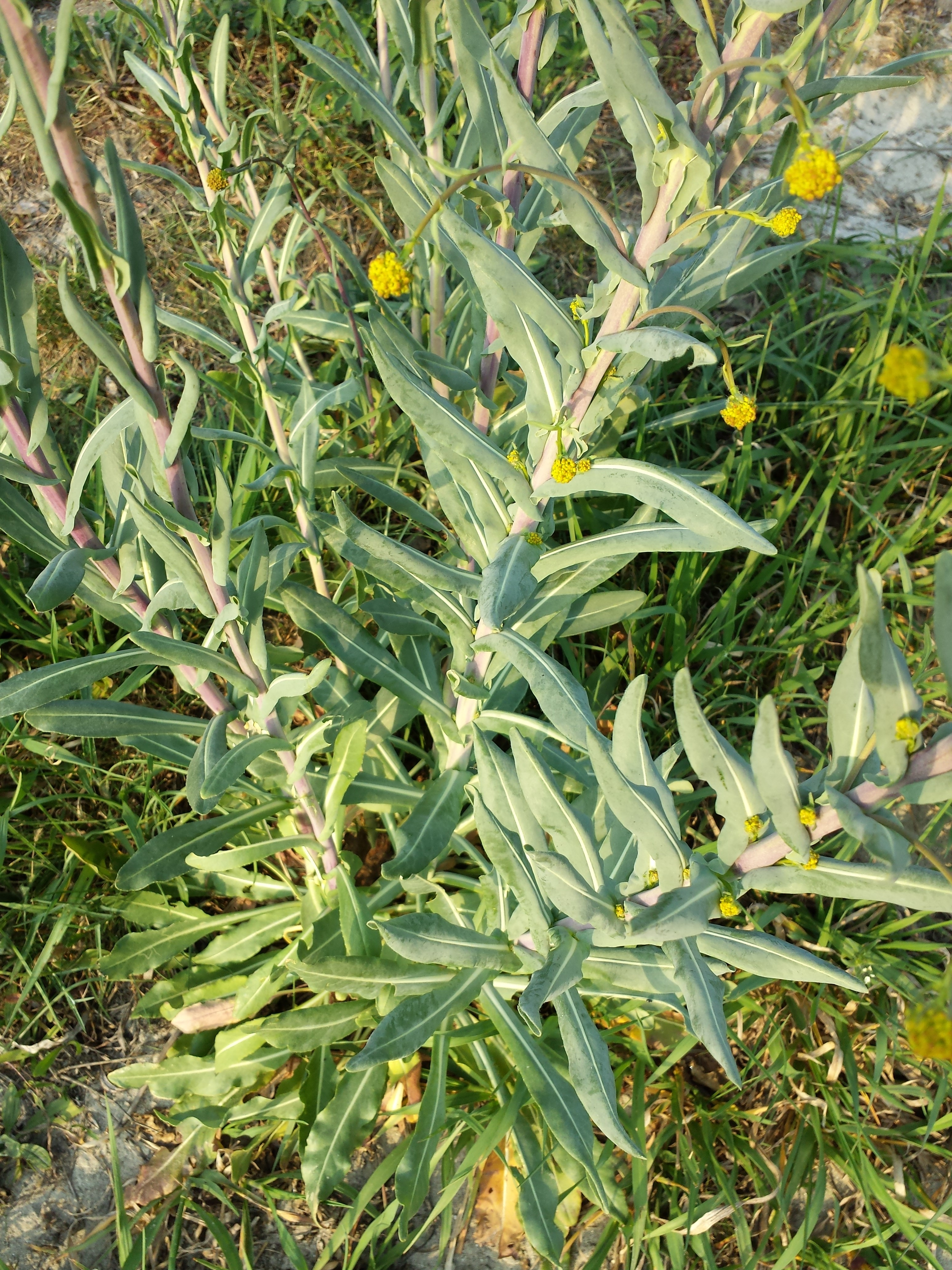
Stängel mit Laubblättern
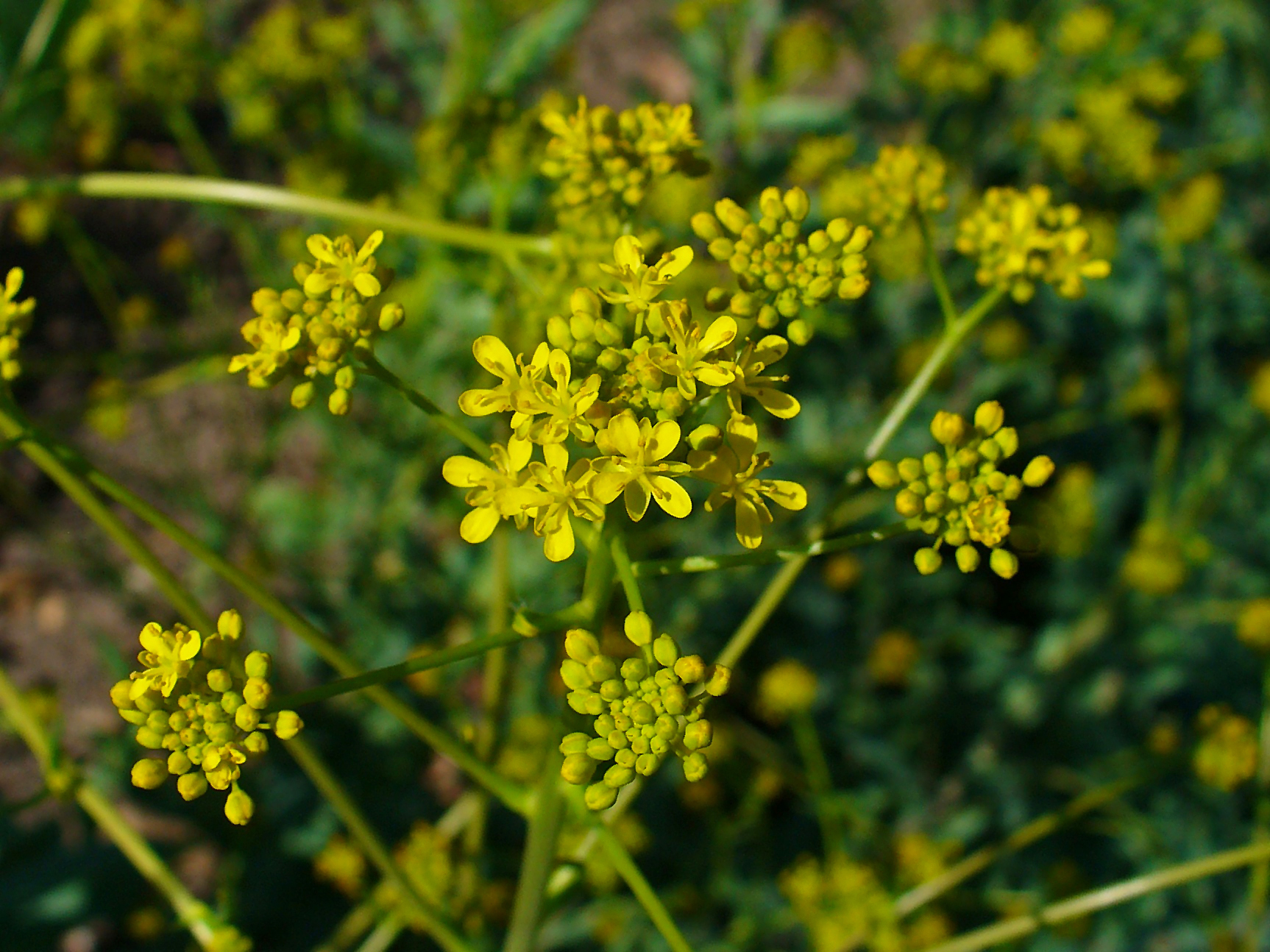
Blütenstände
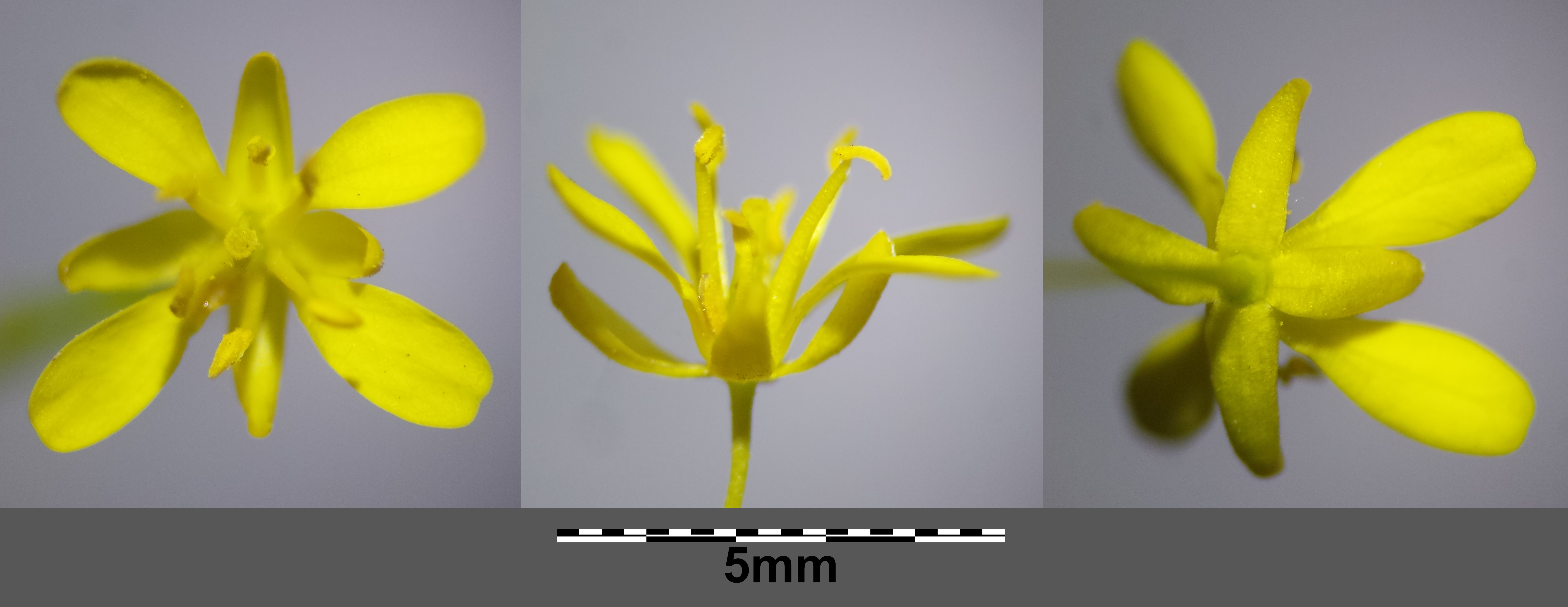
Blüte im Detail
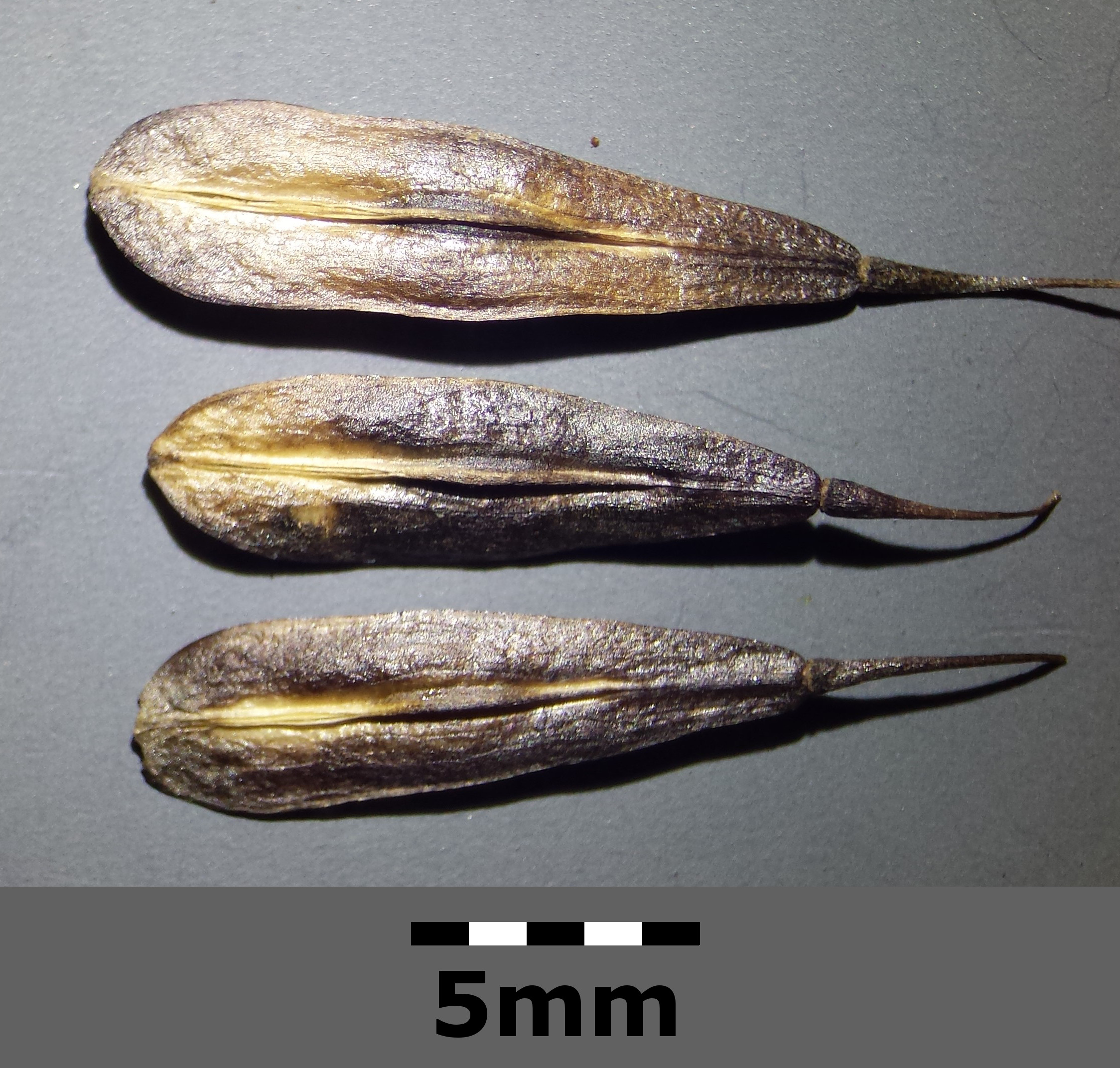
Schötchen
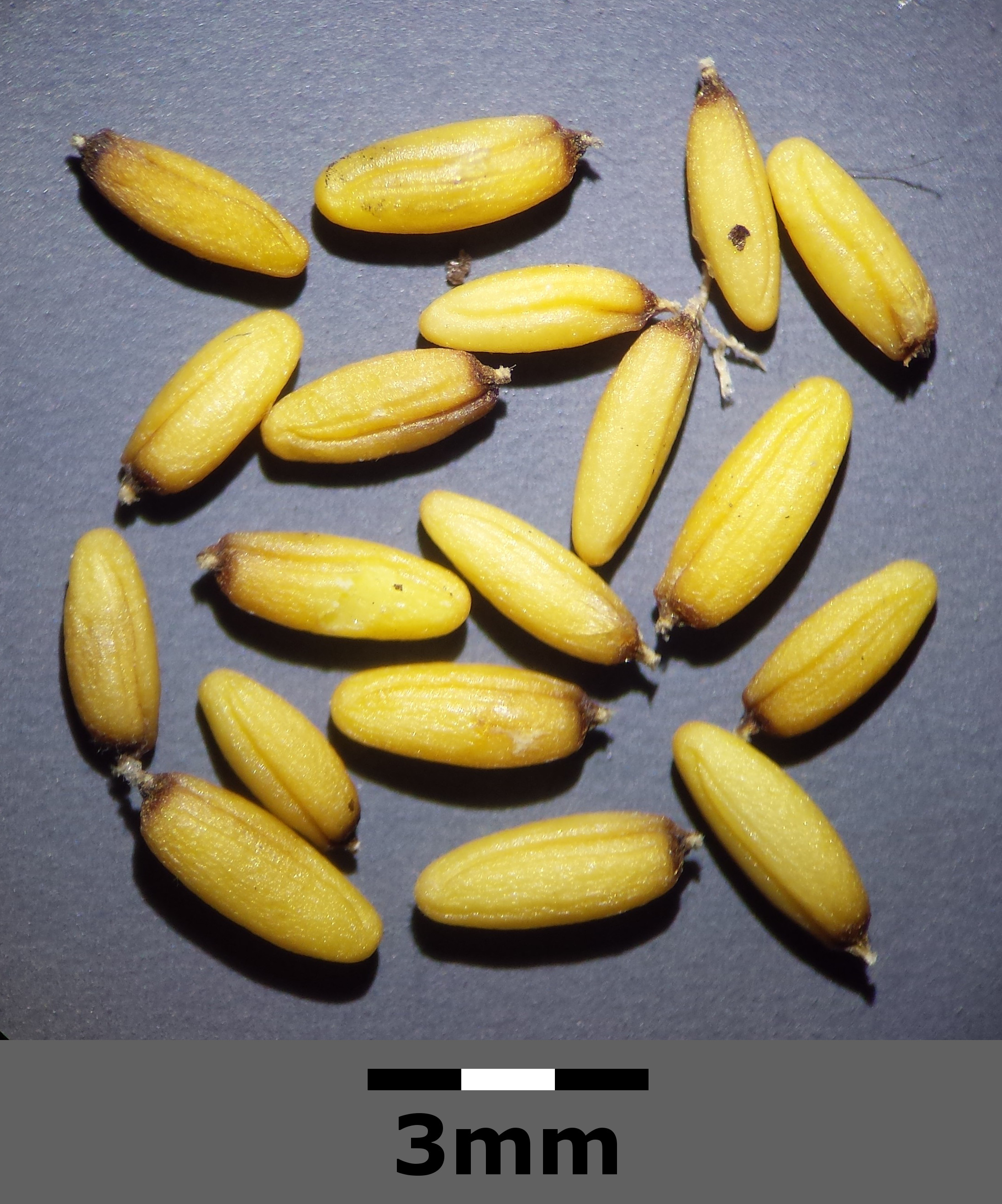
Samen

## Ökologie
Beim Färberwaid handelt es sich um einen mesomorphen bis skleromorphen Hemikryptophyten. Der Färberwaid ist eine zwei- oder mehrjährige Halbrosettenpflanze. Vegetative Vermehrung erfolgt durch „Wurzelsprosse“. Sie weist vielfältige Anpassungen an trockene Standorte auf: So sind die Blätter durch einen dünnen Wachsüberzug blau „bereift“. Der Wachsüberzug vermindert die Erwärmung und lässt das Wasser abperlen, was auch Fäulnis verhindert. Außerdem wird durch die zentripetale Wasserleitung ins Zentrum der Rosette das ausgedehnte Wurzelwerk mit Wasser versorgt.
Blütenökologisch handelt es sich um homogame „nektarführende Scheibenblumen“. Die Staubblätter sind weit nach außen gebogen, was deshalb meist eine Fremdbestäubung bewirkt. Am Grunde der Staubblätter befindet sich je ein Nektarium mit starkem Honigduft. Bestäuber sind verschiedene Insekten. Die Blütezeit liegt zwischen Mai und Juli. Die Fruchtreife liegt zwischen Juli und August.

## Vorkommen
Der Färberwaid kommt ursprünglich in der Türkei, in Algerien und Marokko und vermutlich auch in Europa vor. Er wurde aber bereits in der Eisenzeit in Europa kultiviert und gilt darum als Archäophyt. Der Färberwaid wächst hauptsächlich als verwilderte Pflanze in Europa. Er bevorzugt trockene Hänge, Felsen und trockene Ruderalstellen. Gebietsweise ist er eine Charakterart des Echio-Melilotetum aus dem Verband Dauco-Melilotion, doch kommt er in Mitteleuropa auch in Pflanzengesellschaften des Verbands Convolvulo-Agropyrion oder der Klassen Festuco-Brometea oder Thlaspietea rotundifolii vor.
In neuerer Zeit wird er gelegentlich mit landwirtschaftlichen oder jagdlichen Saatmischungen ausgebracht.
Die ökologischen Zeigerwerte nach Landolt et al. 2010 sind in der Schweiz: Feuchtezahl F = 1+ (trocken), Lichtzahl L = 4 (hell), Reaktionszahl R = 4 (neutral bis basisch), Temperaturzahl T = 4+ (warm-kollin), Nährstoffzahl N = 2 (nährstoffarm), Kontinentalitätszahl K = 4 (subkontinental).

## Systematik
Der wissenschaftliche Name Isatis tinctoria wurde 1753 durch Carl von Linné in Species Plantarum, Tomus II, S. 670 erstveröffentlicht. Das Artepitheton tinctoria bedeutet „Färber“. Synonyme für Isatis tinctoria L. sind: Isatis alpina Vill., Isatis canescens DC., Isatis campestris Steven, Isatis maeotica DC., Isatis praecox subsp. transsilvanica (Simonk.) Simonk., Isatis villarsii Gaudin, Isatis tinctoria subsp. canescens (DC.) Malag.
Je nach Autor werden unterschiedliche Subtaxa erwähnt, allerdings wird dies kontrovers diskutiert.

## Verwendung

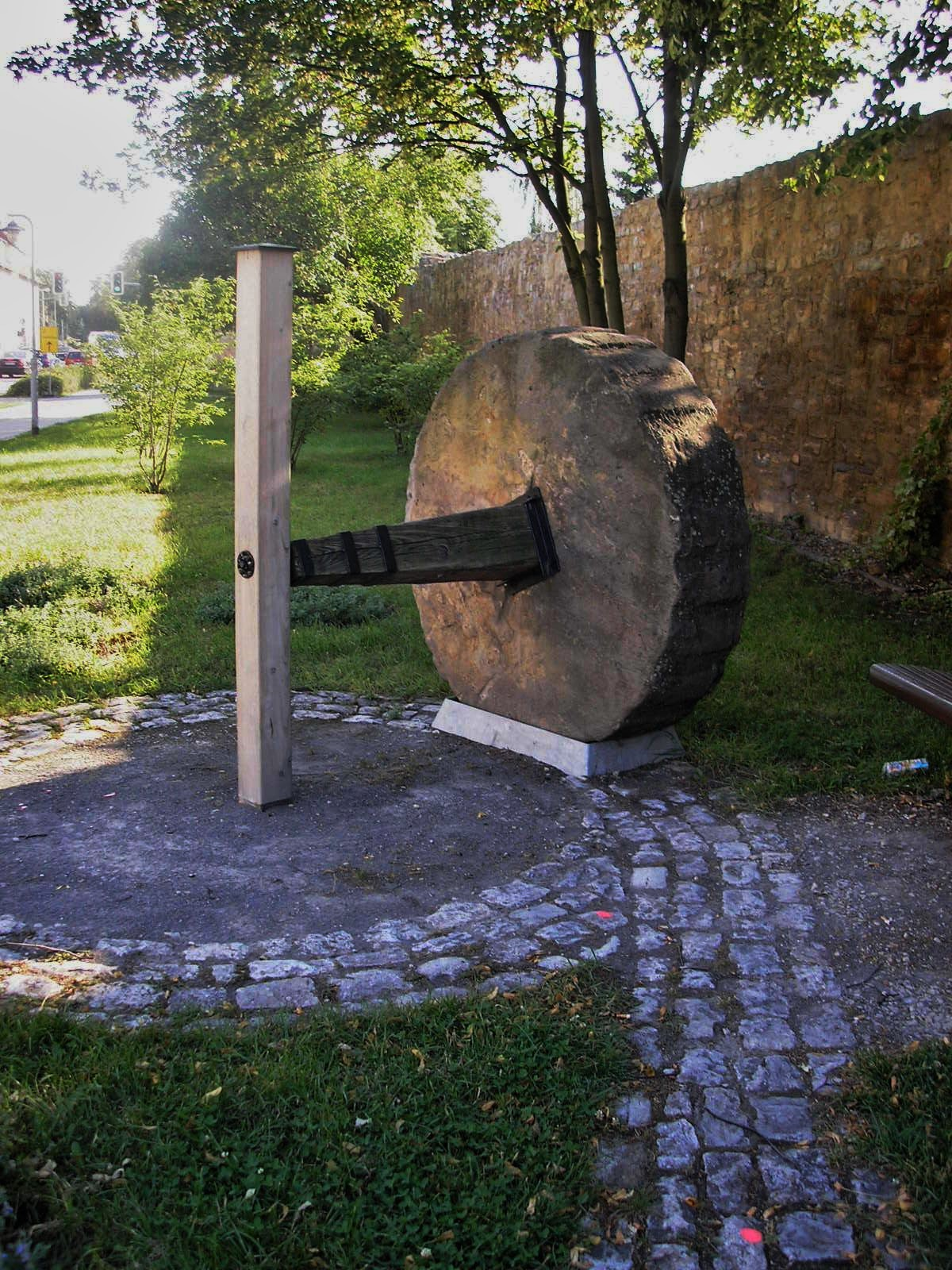
Der Waidstein in Sömmerda, mit ihm wurde im Mittelalter Färberwaid zermalmt

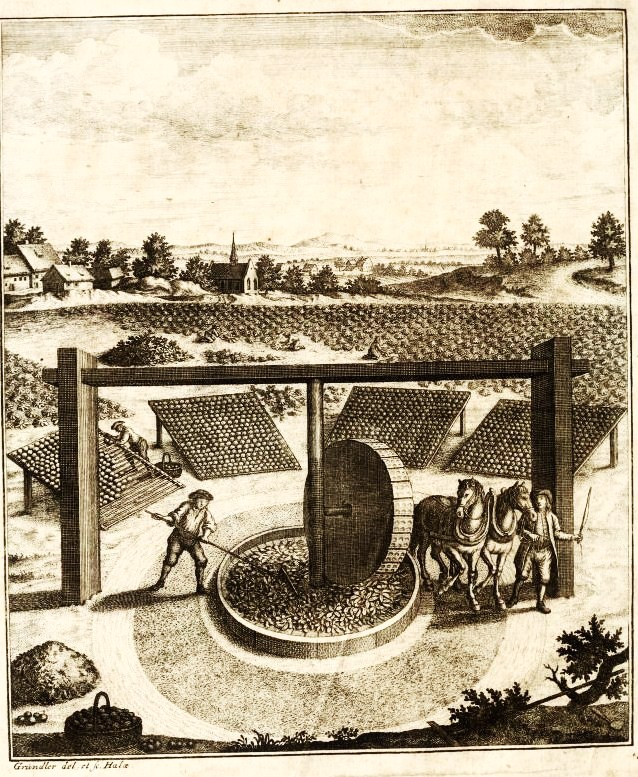
Schrebers Waidmühle in Thüringen, 1752

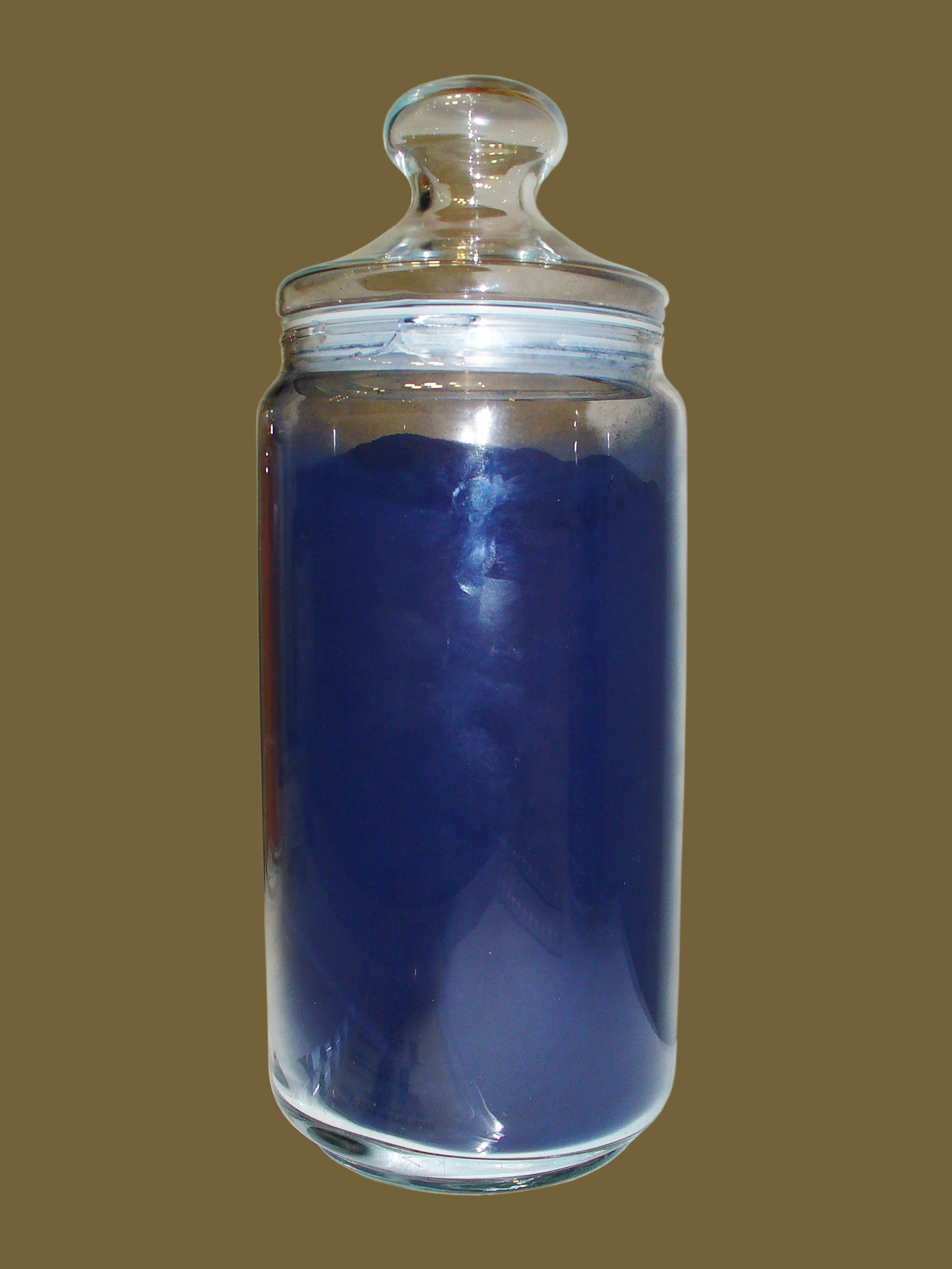
Indigo aus Färberwaid, Naturkundemuseum Karlsruhe

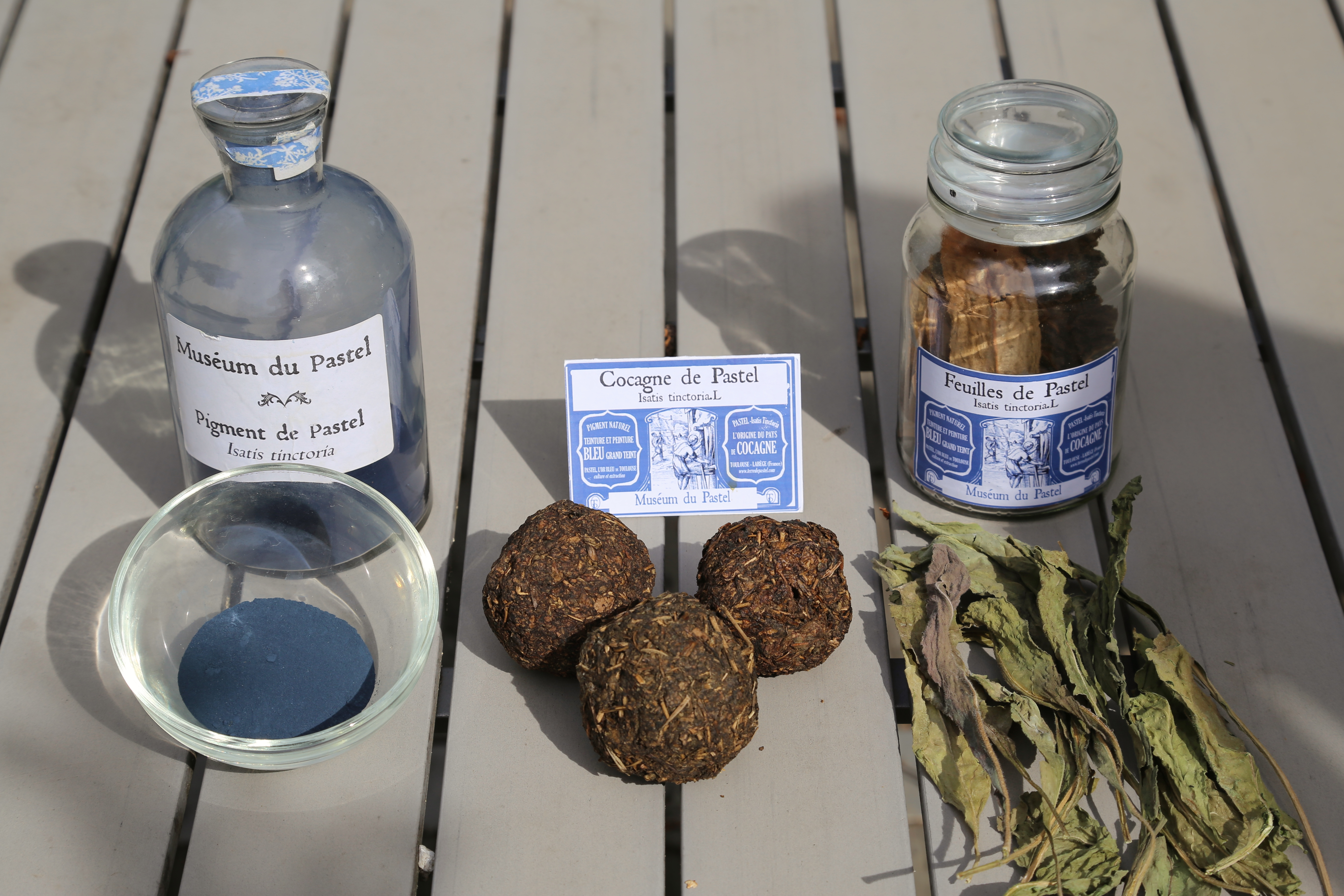
Schritte zur Verarbeitung der Blätter zu blauem Farbstoff

Der Färberwaid wurde und wird vielfältig genutzt.
Die Blätter enthalten das farblose Glykosid Indican, das nach der Ernte enzymatisch in Zucker und Indoxyl gespalten und zum blauen bzw. bläulichen Indigo oxidiert wird (Fermentation). Die vollständige Umwandlung nach einem Färbevorgang nimmt etliche Stunden in Anspruch. Die Behauptung, hiervon leite sich der Ausdruck blaumachen ab, ist nur eine von mehreren ungesicherten Vermutungen (siehe hierzu den Artikel Blauer Montag).
Wegen des Holzschutzeffektes (gehemmtes Pilzwachstum) eignet sich die aus Färberwaid gewonnene blaue Farbe zum Streichen von beispielsweise Türen, Deckenbalken und Kircheninnenräumen.
Aus den Wurzeln der Färberwaidpflanze wird der Waidbitterlikör hergestellt. Außerdem wird die Färberwaidwurzel (Isatidis Radix) als traditionelles chinesisches Heilmittel (chinesische Bezeichnung Banlangen) zur Bekämpfung von Grippeinfektionen (aber auch Masern und Mumps) verwendet. Banlangen war vor allem während der SARS-Epidemie in China sehr gefragt, obwohl eine Wirkung gegen Viren nicht nachgewiesen ist.
Waid hat heutzutage als Ökofarbe wieder eine gewisse Bedeutung. Mancherorts wird Gewebe wieder mit ‚Erfurter Blau‘ gefärbt.  Nach dem Mauerfall gab es vor allem in Thüringen eine starke Nachfrage nach der blauen Farbe aus Färberwaid zur originalgetreuen Restaurierung von Kirchen und anderen Gebäuden.

## Geschichte
Färberwaid wird seit der Vorgeschichte als Färberpflanze kultiviert. Blaue Fasern wurden in neolithischen Schichten der Höhle von Adaouste (Bouches-du-Rhône) gefunden, aber nicht chemisch analysiert.
Die Britannier rieben sich laut Caesar (De bello Gallico) vor dem Kampf mit Färberwaid (lateinisch vitrum) ein. „Alle Britannier hingegen färben sich mit Waid blaugrün, wodurch sie in den Schlachten um so furchtbar[er] aussehen; auch tragen sie lange Haare...“. Auch Plinius der Ältere erwähnt diese Sitte (Naturalis historia XXII, 2, 1). Dass es sich bei dem genannten vitrum um Waid handelt, machen Funde von verkohlten Waidsamen aus der späteisenzeitlichen Siedlung Dragonby bei Scunthorpe, Lincolnshire wahrscheinlich. Sie lag auf dem Stammesgebiet der Corieltauvi. Archäologisch wurden Waidsamen auch in der hallstattzeitlichen Siedlung von Hochdorf nachgewiesen, zusammen mit Wau. Textilien in dem nahegelegenen „Fürstengrab“ enthielten Indigotin, waren also entweder mit Waid oder Indigo gefärbt. Auch aus dem Salzbergwerk in Hallstatt sind mit Waid gefärbte Textilien belegt, der Gebrauch der Farbe war also nicht auf die Oberschicht beschränkt. In Frankreich wurden unter anderem in der Latènezeitlichen Siedlung bei Roissy-en-France, ZAC de la Demi Lune, Département Val-d’Oise, nördlich von Paris Waidsamen gefunden.
Die dominierende Farbe des Mittelalters war wahrscheinlich die Farbe des Färberwaids: Blauviolett. Färberwaid war bis ins 16. Jahrhundert wichtig für das Färben von Leinen. Samen sind unter anderem aus Goudelancourt belegt.
Waid wurde auch in England und Flandern angebaut. Die Spanier führten den Waidanbau auf den Azoren ein.
Färberwaid wurde dann durch den echten Indigo aus dem tropischen Schmetterlingsblütler Indigofera tinctoria, der ursprünglich aus Indien stammte, aber hauptsächlich in den amerikanischen Kolonien, besonders in der Karibik, angebaut wurde, verdrängt. Mit der kommerziellen Herstellung synthetischen Indigos seit 1897 verschwand der natürliche Indigo vom Markt.

### Waidanbau in  Thüringen
In Deutschland wird der Färberwaid seit dem 9. Jahrhundert hauptsächlich in Thüringen angebaut. Die Stadt Erfurt erlangte als Zentrum des Waidhandels Macht und Reichtum, ebenso wie die anderen Waidstädte. Zur Verarbeitung wurden Waidmühlen verwendet. In Thüringen, so auch im Raum Pferdingsleben, wurde Färberwaid auf Flächen von rund 50 Acker (etwa 11,5 ha) in Brachfeldern angebaut.
Die Aussaat erfolgte in der Vor- und Nachweihnachtszeit auf den Schnee in Breitsaat. Mit zunehmender Verbesserung der Pflegebedingungen ging man zur Optimierung des Saatguteinsatzes zur Reihensaat über. Dabei säte man auf einer Fläche von 1 Gothaer Acker (etwa 2270 m²) ½ Erfurter Metze (etwa 14,9 l) Saatgut, das wären also 65,64 l/ha. Mit dem Sprießen der Pflanzen begann unter Einsatz von vielen Arbeitskräften die mühsame Unkrautbekämpfung. Zur Erntezeit rutschten die Bauern und ihre zahlreichen Hilfskräfte, etwa Wanderarbeiter aus der Lausitz, auf Knien von Pflanze zu Pflanze und stachen mit dem meißelähnlichen Waideisen dicht über der Wurzel die möglichst noch geschlossene Blattrosette ab. Drei bis vier Mal im Jahr wiederholte sich der Vorgang. Dann wurden die Waidblätter gewaschen, angetrocknet und zur Waidmühle gebracht. Dort drehten Zugtiere das senkrecht stehende Mühlrad, oft aus Seeberger Sandstein, im Kreis, das die Pflanzen in der Mühlpfanne zerquetschte. Die breiige Masse wurde auf Haufen fest zusammengeschlagen und in den wettergeschützten Tennen Tage lang liegen gelassen. Dabei begann die Masse zu gären. Frauen und Kinder formten nun aus dem Brei etwa faustgroße Klöße, deren Größe vom jeweilig geltenden Recht abhing. Die Klöße wurden auf Horden getrocknet, die in überdachte Waiddarren geschoben wurden. Nach zwei bis drei sonnigen Trocknungstagen karrte man den Waid zum vorgeschriebenen Markt, anfangs z. B. aus Pferdingsleben nach Gotha, später nach (Bad) Langensalza und Erfurt. Waid durfte in den Dörfern nicht gelagert werden.
Die Waidhändler ließen das Halbprodukt weiterverarbeiten, die Ballen wurden auf den Waidböden zerschlagen und mit Wasser und Urin angefeuchtet. Die sodann einsetzende Gärung spaltete das Indican. Für die im Herstellungsprozess des Farbstoffs benötigte Alkalie „Pottasche“ (im Wesentlichen Kaliumkarbonat) wurde „Waidasche“, meist aus Buchenholz oder anderen Harthölzern verwendet.
Der Anbau und die Verarbeitung des Färberwaids zu Farbstoff waren nicht unproblematisch. Der Waidanbau beanspruchte ausgedehnte landwirtschaftlich nutzbare Flächen. Die Gärungs- und Färbeprozesse verursachten einen bestialischen Gestank und das Wasser wurde stark belastet. Der ästhetische Mehrwert blauer Kleidung wog diese Nachteile aber offensichtlich auf. In der Folge des Dreißigjährigen Krieges und durch die Konkurrenz des billig importierten Indigos verlor der Waidanbau allmählich seine Bedeutung. Anfang des 20. Jahrhunderts stellte die letzte Waidmühle in Pferdingsleben ihre Arbeit ein. Seit 1997 wird in der Umgebung von Erfurt von einer kleinen Manufaktur wieder Färberwaid angebaut und als Erfurter Blau vermarktet.

### Waidanbau im Lauragais
Die Gegend südöstlich von Toulouse, das Lauragais, war seit dem ausgehenden Mittelalter eines der Hauptanbaugebiete für Färberwaid in Europa. Viele Bauern der Region gaben die normale Landwirtschaft auf und erzielten mit dem Anbau der nichtessbaren Pflanze gute Gewinne, die jedoch infolge des Imports von Indigofarbstoffen aus den überseeischen Kolonien (Louisiana etc.) im 17. und 18. Jahrhundert binnen kurzer Zeit wegbrachen, so dass man sich wieder der traditionellen Feldbewirtschaftung zuwenden musste. Die Gegend des Lauragais trägt seitdem den Beinamen pays de cocagne – zu deutsch etwa Schlaraffenland, wobei cocagne auch den Ballen bezeichnet, zu dem die Blätter des Färberwaids zur Aufbewahrung oder zum Transport zusammengepresst wurden.